# Dissulfato de estradiol
O dissulfato de estradiol (E2DS; ou estradiol 3,17β-dissulfato) é um conjugado de estrogênio endógeno e um éster de estradiol. Está relacionado ao sulfato de estradiol e ao 17β-estradiol (17 beta-estradiol). O dissulfato de estradiol possui uma afinidade de ligação relativa de 0,0004% com o estradiol no receptor de estrogênio alfa (ERα), um dos dois receptores de estrogênio (ERs).